# Makovecz Imre-kilátó

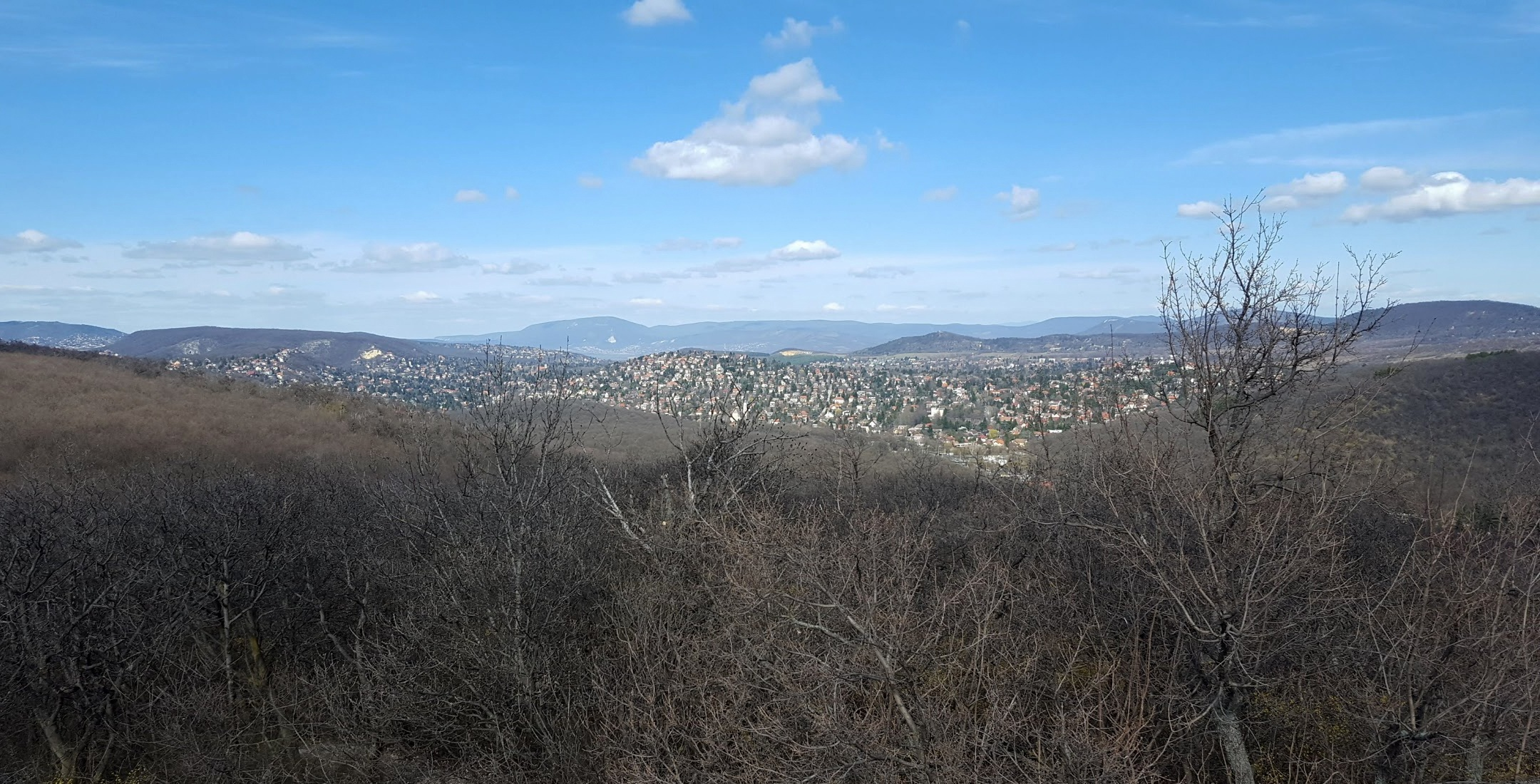
Kilátás a kilátótól Pesthidegkút felé

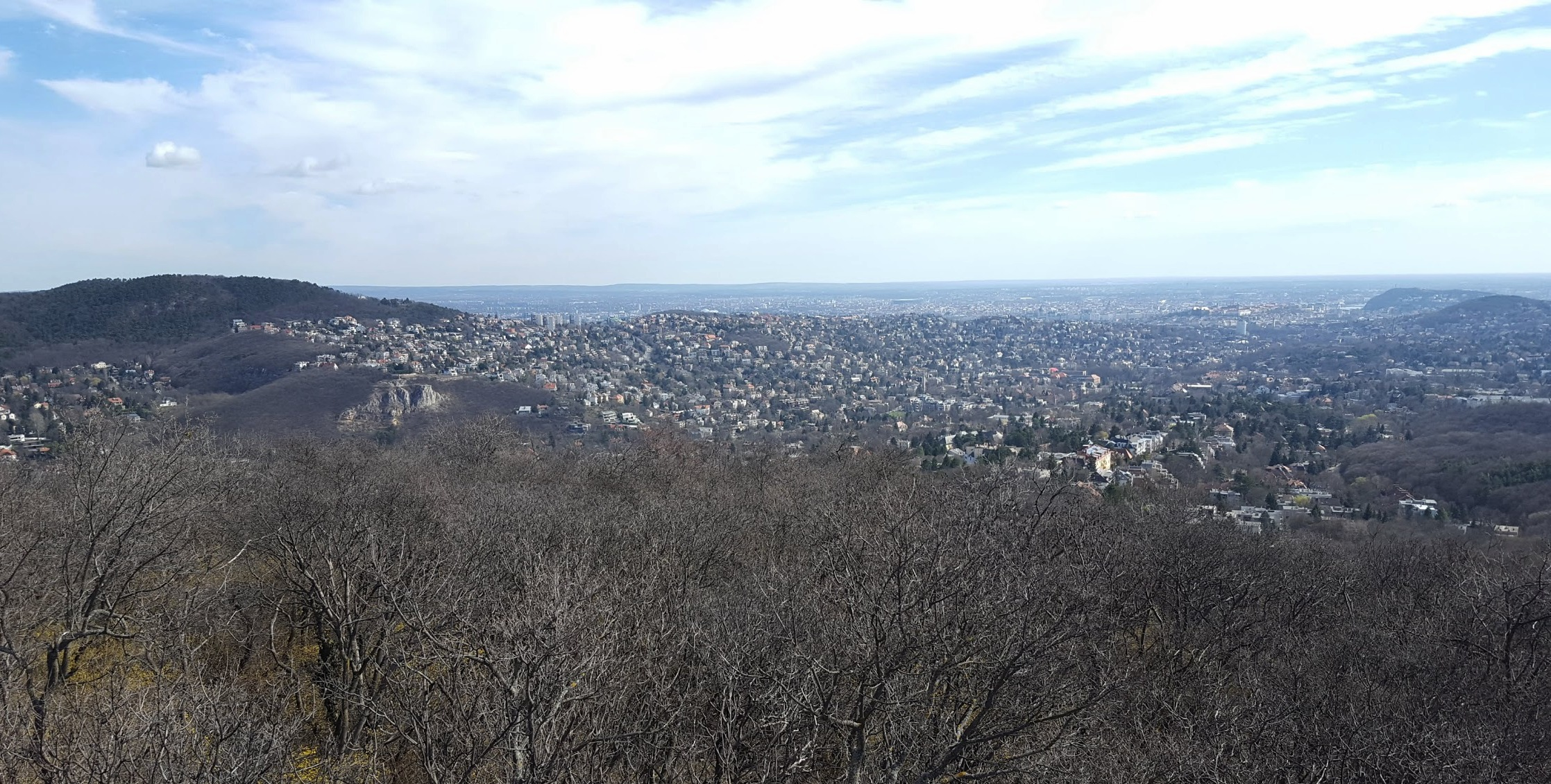
Kilátás a kilátótól Rózsadomb, az Ördög-árok völgye és Buda belső városrészei felé

A Makovecz Imre-kilátó egy kilátó Budapest közigazgatási területén, a főváros II. kerületében, a Kis-Hárs-hegy tetején, Kurucles és Lipótmező városrészek határán.

## Története
A turisztikai létesítmény 1977-ben épült, építtetője a Pilisi Állami Erdőgazdaság, tervezője pedig az erdészet akkori főmérnöke, Makovecz Imre volt.
Az ezredforduló körüli évekre állapota erősen leromlott, ezért 2006-ban lezárták, majd 2008-ban a Pilisi Parkerdő Zrt. beruházásában az eredetivel szinte teljesen azonos tervek alapján, hárommillió forintos összköltséggel újjáépítették. Újraavatása 2008. július 9-én történt meg. A kilátót nem hivatalosan már akkor Makovecz-kilátóként emlegették, hivatalos névadó ünnepsége 2012. május 12-én zajlott, az előző évben elhunyt építész családtagjainak jelenlétében.
2018 júliusától szeptemberig a Makovecz Imre Alapítvány önkéntesei, valamint a Budapesti Műszaki és Gazdaságtudományi Egyetem építészhallgatói ismét felújították: visszabontották a korlátokat, majd megerősítették a központi vastengelyen nyugvó tartószerkezetet, és stabilabb korlátokat helyeztek el, majd újrafestették a kilátót. Az erdőgazdaság megújította a kilátóhoz vezető lépcsősorokat és a mellette található pihenő- és tűzrakóhelyet.

## Leírása
A kerek alaprajzú kilátó központi elemét, függőleges tengelyét egy lebetonozott acélcső alkotja, melyen az újjáépítés óta harminc spirálisan elhelyezett akácgerendából (eredetileg vasúti talpfákból) két egymásba fonódó csigalépcsőt alakítottak ki, tetején pedig kisebb teraszt létesítettek.
A kilátót egy néhány paddal és asztallal felszerelt, kisebb erdei tisztás veszi körül, alig száz méterre húzódik tőle a Gyermekvasút vonala.

## Megközelítése
A Hárs-hegy térségében számos jelzett turistaút húzódik, ahol a látnivalókat és az odáig hátralévő túraszakaszok hosszát és várható időtartamát útjelző táblák is jelzik, ezért a kilátó is könnyen megközelíthető akár a Gyermekvasút Szépjuhászné állomása, akár Hűvösvölgy, vagy a közelben húzódó fontosabb utcák (Széher út, Kuruclesi út) felől. A 22-es busz Szépjuhászné, vagy a 29-es busz Csibor utca megállójától, illetve a 129-es busz Széher úti végállomásától egyaránt körülbelül 15-20 perces sétával érhető el a kilátó; a Gyermekvasút Hárshegy állomása pedig még ezeknél is közelebb található. A Kis-Hárs-hegy csúcsát, és így a kilátót érinti a Hárs-hegyi tanösvény útvonala is.